# Julehilsen til Grønland
Julehilsen til Grønland var et program på DR. Det startede i 1932 da  erhvervsleder i Prøven ved Upernavik, Andreas Lund-Drosvad, i sommeren 1932 skrev til Statsradiofonien om "Stationen hen under Jul en Nat eller to kunde sende gratis Julehilsner fra Forældre og Slægtninge i Danmark til Paarørende heroppe." Siden da har stationen hvert år sendt Julehilsen til Grønland, først i radioen og fra 1983 i TV. Sidste udsendelse var i 2023, efter at Danmark Radio i 2024 valgte at sløjfe programmet.
I mange år var den dansk-grønlandske sangerinde Julie Berthelsen vært på programmet. Timm Vladimir var fra 2015 vært med forskellige medværter.

## Ekstern henvisning
- Julehilsen til Grønland' har 75 års jubilæum  (Webside ikke længere tilgængelig) – DR.dk

| Fjernsyn | Spire Denne artikel om et tv-program er en spire som bør udbygges. Du er velkommen til at hjælpe Wikipedia ved at udvide den. |